# وست پوینت (نیویورک)
وست پوینت (به انگلیسی: West Point) یک منطقهٔ مسکونی در ایالات متحده آمریکا است که در شهرستان اورنج، نیویورک واقع شده‌است. وست پوینت ۶۴٫۹ کیلومتر مربع مساحت و ۶٬۷۶۳ نفر جمعیت دارد.